# St. Antonius (Wahn)

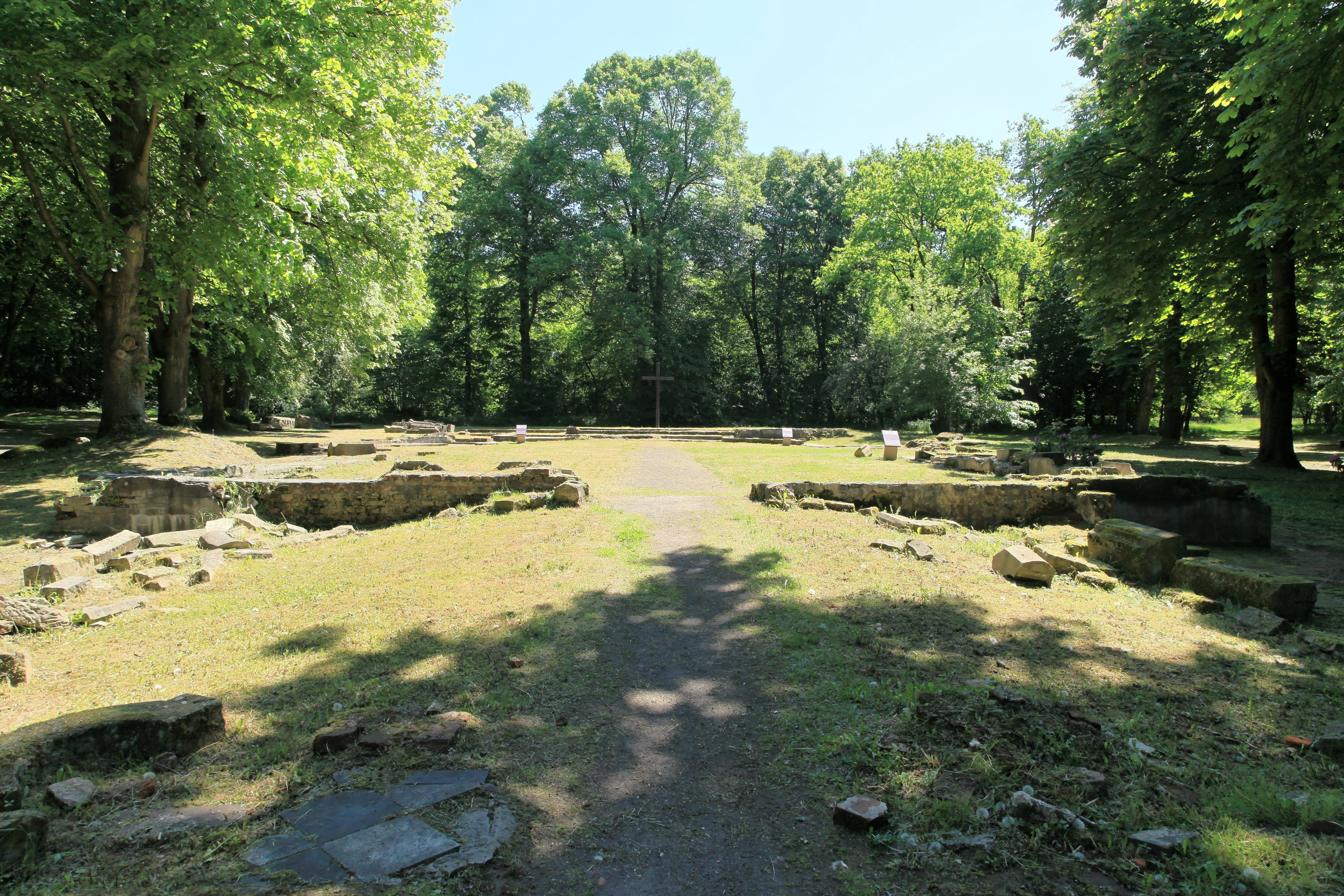
Grundmauern der St.-Antonius-Kirche (2017)

St. Antonius war ein Kirchengebäude in Wahn, Landkreis Aschendorf-Hümmling (heute auf dem Gebiet der Gemeinde Sögel im Landkreis Emsland). Von ihr sind nur die Fundamente erhalten.

## Geschichte
Die alte Antoniuskirche stammte aus dem Jahre 1746. Die Kirche wurde zu Beginn des 20. Jahrhunderts zu klein. Zu den Pfarrern zählte Dechant Albert Johann Barenkamp (* 1861; † 1919). Sein Nachfolger war Bernhard Reckers. Sie initiierten einen Neubau. Nach dem Neubau ab 1923 war sie 37 Meter lang und umfasste 652 Sitzplätze. Der neue Kirchturm war 1931 fertiggestellt. Die Pläne stammten vom Architekten Wartenberg aus Münster.
Die neue Kirche wurde nicht mehr lange genutzt. Am 1. April 1942 trafen sich 800 Wahner zum Abschiedsgottesdienst in die Antoniuskirche. Danach wurde die Kirche entweiht und ebenso wie das Dorf abgerissen, um den Schießübungsplatz zu erweitern. Das kirchliche Inventar  wurde in einer sogenannten Barackenkapelle untergebracht. Mit Unterstützung der Heimatvereine Sögel, Lathen und Rastdorf wurden die Überreste ab 2006 wieder freigelegt. Ebenso wurde ein Rundweg durch Wahn angelegt; auch der Wahner Friedhof kann noch besucht werden. Zu einem Gottesdienst unter freiem Himmel trafen sich 2007 800 Menschen.
Der barocke Altar aus dem Jahre 1746 von Johann Conrad Schlaun stand seit 1957 in der St.-Walburga-Kirche zu Emden. Nach deren Profanierung kam der Altar 2025 in die 1954 erbaute St.-Antonius-Kirche in Lathen-Wahn.